# تشرد الأطفال
تشرد الأطفال مصطلح يشير إلى إبعاد أو فصل الأطفال عن آبائهم وأسرهم أو عن البيئات التي تربوا فيها منذ البداية. ويشمل مصطلح «الأطفال المشردين» على فئات مختلفة من الأطفال الذين يعانون من الانفصال عن أسرهم وعن بيئاتهم الاجتماعية نتيجة لعدة أسباب متنوعة. وتشمل هذه الأعداد الأطفال الذين انفصلوا عن آبائهم والأطفال اللاجئين والأطفال المرسلين إلى مدارس داخلية والأطفال المشردين داخليا IDPs وطالبي حق اللجوءالسياسي. وبالتالي يشير «تشرد الأطفال» إلى مجموعة واسعة من العوامل التي بسببها يتم إبعاد الأطفال عن آبائهم وبيئاتهم الاجتماعية. وتشمل الاضطهادات والحروب والصراعات المسلحة والاضطرابات والانفصال لأسباب متنوعة.
ووفقاً للمفوضية السامية للأمم المتحدة لشؤون اللاجئين UNHCR اعتبارا من عام (2002) كان هناك حوالي 22 مليون من الأطفال المشردين في العالم. وتشرد العديد منهم لفترة طويلة جداً تمتد لسنوات. ويواجه الأطفال في المناطق الأكثر تضررا في الصراعات المسلحة أو الاضطرابات متوسط 6 إلى 7 سنوات من التشرد.
والتعريف المقبول به والمعترف به دوليا «للطفل» هوأي شخص تحت سن 18 عاماً بغض النظر عن حالته.

## أشكال التشرد
•	التشرد الداخلي- يشمل نقل الأطفال من المناطق أو المواقع الجغرافية التي اشتعلت فيها الفتن خلال الحروب الأهلية أو النزاعات المسلحة. وهناك حوالي 13.5 مليون من الأطفال المشردين داخليا حول العالم حاليا.
•	التشرد المخطط- يشمل نقل الأطفال بعيداً عن والديهم عن طريق الحكومة وفقا للسياسة العامة مثل: المدارس الداخلية الهندية الأمريكية وإبعاد الطفل عن الوالد غير الحاضن بسبب إجراءات الطلاق والإبعاد بسبب المدارس الداخلية ونقل الأطفال للعيش مع الأقارب (رعاية القرابة) لأسباب اقتصادية أو اجتماعية وإبعاد الأطفال عن الأسرة تنفيذاً للقانون لأسباب قضائية. ويشمل التشريد الهادف نقل الأطفال من مناطق النزاع بغية تجنب التجنيد في الحرب.
•	التشرد يشمل على نطاق واسع - يشمل اللاجئين وطالبي اللجوء السياسي و«الجنود الأطفال».

## الآثار النفسية للانفصال والاضطراب على علاقات الأطفال بوالديهم
يتفق علماء النفس وعلماء السلوك الاجتماعي على أن الأطفال ينمون نمواً أفضل نفسياً وتنموياَ في الأسر المكونة من والدين اثنين بدلاً من الأسر المكونة من والد واحد فقط. وذكر باولبي سنة (1969)أن هناك فترة حرجة حساسة لتطوير التعلق (تعلق الأبناء بالآباء) يتم خلالها تشكيل هذا التعلق بسهولة بين الطفل وأبويه.[5]وتدعم البحوث المبكرة حول التبني هذا الرأي على الرغم من ذكر العلماء أن هذه الفترة الحساسة فعلا طويلة جداً. وقد يعني هذا أن الأطفال بحاجة إلى فترة أطول للتفاعل مع آبائهم مما كان يعتقد سابقا.

## تأثيرات على تنمية التعلق
تحدث تنمية التعلق نتيجة لعملية التفاعل المتبادل بين الوالد والطفل. ويساعد هذا التفاعل المتبادل الطفل على تمييز والديه من بقية الناس وعلى تنمية العلاقات العاطفية مع والديه. كما يساعد تعلق الطفل بوالده على تنمية الأمن النفسي والثقة بالنفس وتنمية الثقة في غير والديه. ولا يعتبر قضاء الوقت معا العامل المؤثر الوحيد على تنمية التعلق. فستبقى هناك حاجة للقليل من التفاعل أيضا لتطوير التعلق. وتعتبر إتاحة الفرص للتفاعل المنتظم أمر مهم لتطوير التعلق، فالأطفال في العائلات ذوات الأبوين أو الأب الواحد يتكيفون تكيفاً أفضل عند تمتعهم بتفاعلات دافئة وإيجابية مع أبويهم الذين يشاركون بنشاط. وتبين الأدبيات التجريبية أن الأطفال بحاجة إلى التفاعل المنتظم مع من يتعلقون بهم من أجل الحفاظ على العلاقات. ويضر فصل الطفل لمدة طويلة عن أي من والديه لأنه يعرقل تطوير مرحلة التعلق وعلاقة الطفل بوالده. ولهذا يصبح من الصعب جداً إعادة تأسيس العلاقة بين الأطفال وآبائهم فور تأثرها. ولذلك يفضل تجنب مثل هذه الاضطرابات. وتؤثر علاقة الطفل بأمه تأثيرا كبيرا على طبيعة التنمية الاجتماعية والنفسية والعاطفية للطفل. كما تبين الأدبيات التجريبية أن الاضطراب في العلاقة بين الطفل وأبويه له آثار سلبية على نمو الطفل. ويعتبر الأطفال المحرومين من الحصول على تفاعل طبيعي ومتزن وعلى علاقة مفيدة مع أي من والديهم أكثر عرضة للمخاطر النفسية. ولهذا يكون الأطفال أكثر قدرة على تحقيق احتاجاتهم النفسية عندما يتمكنون من الحصول على علاقة سليمة ومنتظمة مع كلا من والديهم.
ويكون الوضع مثالي في العلاقة بين الأطفال وآبائهم حين يحدث تفاعل يومي بين الطفل وأبويه. ومن هذا التفاعل في الأسرة والسياقات الاجتماعية مثل اللعب والرعاية الأساسية المختلفة ووضع الحدود ووضع الطفل في فراشه... إلخ. وتعزز الأنشطة اليومية تنمية الثقة وتحافظ عليها، كما تساعد على تعزيز وتعميق العلاقات.

## الطلاق والإبعاد عن الوالد
أما فيما يتعلق بالطلاق والانفصال فقد لوحظ وجود آثار سلبية نظراً لقطع العلاقة بين الطفل ووالده. ولذلك فإنه من المهم الحفاظ على التفاعل المنتظم بين الأطفال وكلاً من الآباء في الحالات التي يبعد فيها الطفل بسبب الطلاق. ولذلك فمن المؤسف أن في الممارسة المعاصرة لا تعزز العلاقة بين الطفل والوالد غير الحاضن أثناء إجراءات الطلاق. لذا يواجه الأطفال خطر محتمل بسبب إبعادهم عن آبائهم غير الحاضنين أو بسبب اختفائهم بعدما كانت علاقتهم ببعض مفيدة بالسابق. ويضاف هذا الخطر إلى مجموعة المشاكل الأخرى التي تحدث بسبب الطلاق بما في ذلك العبء المالي والحصول على دعم اجتماعي أقل. إن فصل الأطفال عن آبائهم أمر مرهق ومؤلم.

## تأثير ابعاد الطفل عن والديه على المدى الطويل
صممت الدراسة التي قام بها المعهد الوطني لصحة الطفل والتنمية البشرية NICHD لتقييم النتائج طويلة الأمد للرعاية المعطاة من غير الوالدين. وتشمل كلاً من رعاية الأقارب وغير الأقارب (الرعاية النهارية). واستندت نظرية المعهد الوطني لصحة الطفل والتنمية البشرية NICHD إلى النظرية الإيكولوجية التي قدمها يوري برونفينبرينر سنة (1979), إلا أن تحليل آثار رعاية الأسرة والطفل أظهر أن خصائص الأسرة وأن طبيعة ونوعية علاقة الأم بالطفل كان مؤشرا أفضل بكثير لنتائج للأطفال. وفصل الأطفال لفترات طويلة عن الآباء له تأثير تخريبي عميق على تنمية الأطفال. وتشمل هذه الانفصالات الطويلة كالانفصال بسبب الوفاة وإرسال الأطفال للعيش في مؤسسات أو بيئات من غير والديهم والطلاق وهجر الوالدين للطفل والعلاج في المستشفيات أو الغياب لفترة طويلة بسبب المرض. وقد يؤدي التعرض المطول للرعاية المؤسسية السيئة إلى اليأس واللامبالاة والعجز في الاستجابة الاجتماعية. ووفقا لما قال روتر سنة (1979) إن الفشل في تطوير تعلق آمن بالآباء هو ما يؤدي إلى مشاكل في الاستجابة الاجتماعية. ويعتبر إرسال الأطفال للمؤسسات أحد أقصى أشكال فصل وإبعاد الطفل عن أبويه.

## سوء المعاملة العاطفية
يحدث تأثير سلبي كبير للطفل بسبب الإهمال والتخويف أو بسبب عزل الطفل وجميعها أشكال لسوء المعاملة العاطفية للطفل.

## التأثير الخفي
هاك رأي قائل بأن الأطفال ينمون خلال مرحلة المراهقة بالاستفادة من الفترات السابقة وأن بعض الآثار الناتجة عن خبرات سابقة أثناء تربية الطفل قد تظهر في وقت لاحق في ما يسمى «بالتأثير الخفي». وقد ينظر إلى أن آثار تربية الطفل قد لا تظهر حتى وقت لاحق.